# تلمبه محمد شهبازی
تلمبه محمد شهبازی یک منطقهٔ مسکونی در ایران است که در دهستان صحرای باغ واقع شده‌است.